# Lippetal
Lippetal ist eine Gemeinde in Nordrhein-Westfalen, Deutschland und gehört zum Kreis Soest. Bedeutendstes Bauwerk ist das Wasserschloss Haus Assen im Ortsteil Lippborg. Sitz der Gemeindeverwaltung ist  Hovestadt.

## Geographie

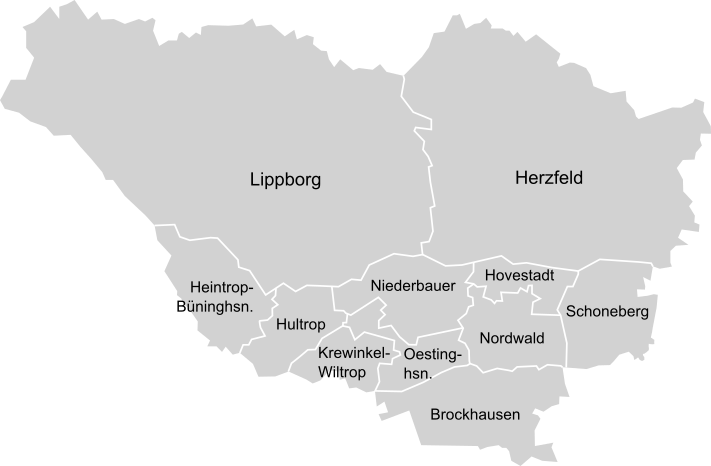
Ortsteile von Lippetal

Lippetal liegt links und rechts der Lippe zwischen der Großstadt Hamm im Westen und der Stadt Lippstadt im Osten. Weitere Nachbargemeinden von Lippetal sind Ahlen im Nordwesten, Beckum im Norden, Wadersloh im Nordosten, Bad Sassendorf im Südosten, Soest im Süden und Welver im Südwesten. Lippetal liegt südlich der Lippe auf dem Nordrand der Soester Börde und nördlich der Lippe im südlichen Münsterland. Die Lippe fließt von Ost nach West durch die Gemeinde. Die Gemeinde ist landwirtschaftlich geprägt von Feldern und Weiden. Kleine Wälder sind zwischen den Feldern verstreut. Die Landschaft ist nördlich der Lippe geprägt von Bauernhöfen, die zwischen den Feldern verstreut liegen, südlich der Lippe ist die meiste Bebauung in Dörfern zusammengefasst. Dies entspricht einem typischen Unterschied zwischen Münsterland und Soester Börde. Die Grenze zwischen den katholischen Bistümern Münster und Paderborn, den früheren Landesherren, verläuft in Lippetal auch heute noch durch den Ort entlang der Lippe.

### Gemeindegliederung
Lippetal besteht aus insgesamt elf Ortsteilen: Brockhausen, Heintrop-Büninghausen, Herzfeld, Hovestadt, Hultrop, Krewinkel-Wiltrop, Lippborg, Niederbauer, Nordwald, Oestinghausen und Schoneberg. Die Gemeindeverwaltung liegt zu einem großen Teil in den historischen Verwaltungsgebäuden in Hovestadt, größter Ort ist Lippborg. Die Dörfer Hovestadt und Herzfeld sind nahezu zusammengewachsen.

#### Brockhausen
Brockhausen hat 375 Einwohner (Stand: 31. März 2021). Erwähnenswert in Brockhausen sind der Dorfkrug, Kindergarten, Dorfteich und das Feuerwehrhaus sowie der Hundeplatz des HSV Lippetal. Des Weiteren kann man auch ein Feuerwehrhaus aus dem Jahre 1900 betrachten. Auch noch sehenswert ist das jährliche Schützenfest, bei dem immer noch mit einer Armbrust geschossen wird.

#### Heintrop-Büninghausen

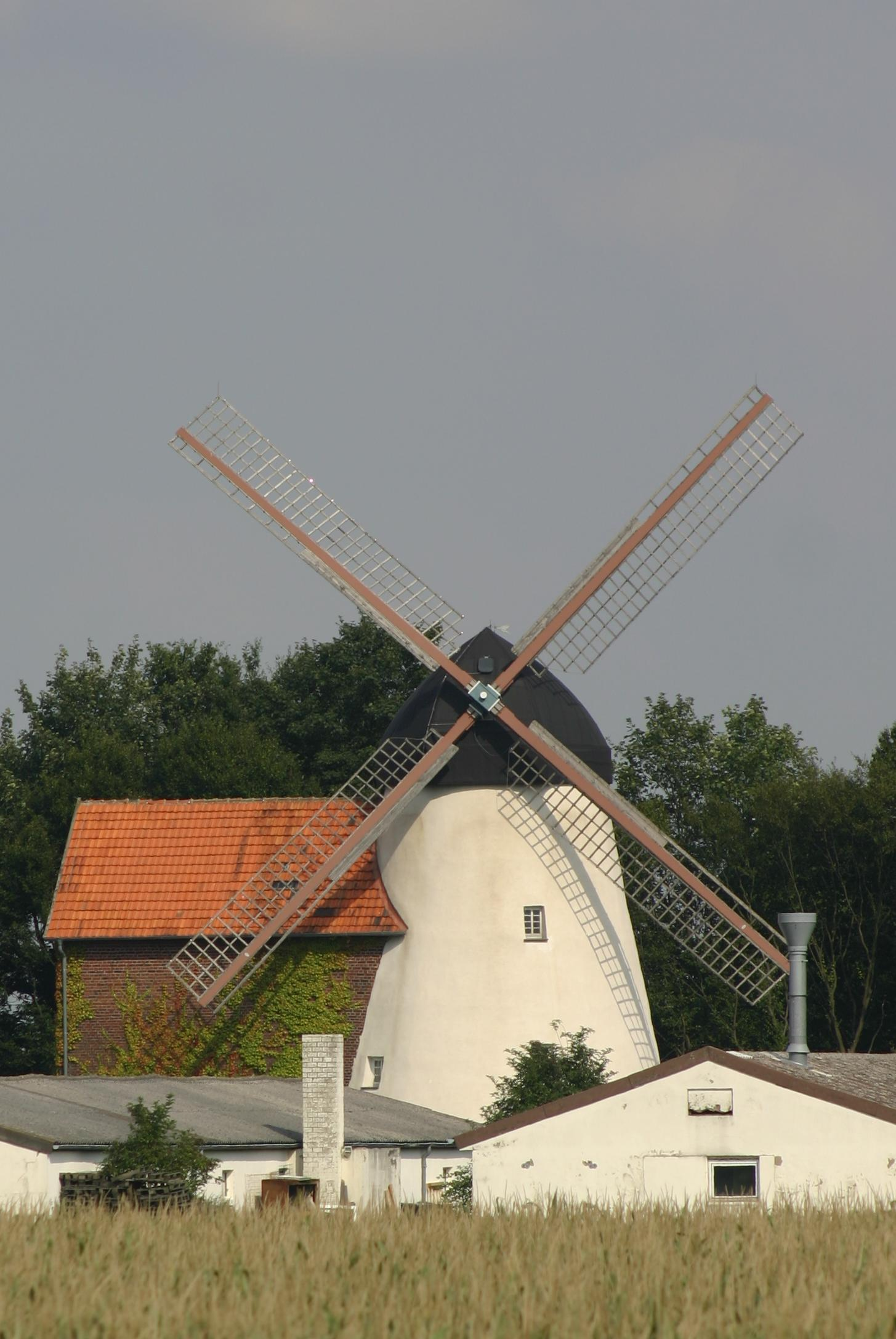
Die Windmühle in Heintrop

Heintrop-Büninghausen hat 355 Einwohner (Stand: 31. März 2021). Der Ortsteil besteht aus dem kleinen Dorf Heintrop und der Bauerschaft Büninghausen.
Sändkers Windmühle, ein sogenannter „Erd-Holländer“, stand zunächst auf der Lippborger Nordseite der Lippe, in Höhe des heutigen Mühlenwegs auf dem Mühlenknapp und wurde um das Jahr 1858 herum an den jetzigen Platz an der B 475 verlegt. Dazu wurde die Windmühle abgebrochen und Stein für Stein hier wieder aufgebaut. Bis zum Jahre 1976 war die Mühle in Betrieb. 1997 war die aufwändige Renovierung abgeschlossen, und so konnte die Mühle am 9. Mai 1997 eingeweiht werden.

#### Herzfeld
Herzfeld ist das nach Einwohnerzahl, flächenmäßig nicht mehr, größte Dorf der Gemeinde mit 3338 Einwohnern (Stand: 31. März 2021). Das herausragendste Bauwerk ist die im Zuge des Historismus gebaute neugotische Wallfahrtskirche St. Ida mit den Grabmal der heiligen Ida, der Begründerin der Pfarrgemeinde in Herzfeld um das Jahr 800. Baubeginn für die neugotische Basilika war das Jahr 1900. Sehenswert ist auch die denkmalgeschützte Antoniuskapelle.
Herzfeld gehörte als Gemeinde zum Kreis Beckum.

#### Hultrop
Hultrop, früher Hullendorp genannt, war ein Dorf im Amt Oestinghausen. Während der Soester Fehde wurde der Ort durch die Soester zerstört. Nach einem Eintrag im liber jurium et feudorum des Erzbischofs Dietrich II. konnte er von Hultrop und Hovestadt etwa fünf Mark Zoll einziehen. Heinrich Droste zu Erwitte und Schorlemmer genannt Klusener waren 1614 jeder mit einem nicht näher bezeichneten Hof belehnt. Hultrop wurde 1623 Pfarrei.
Hultrop hat 469 Einwohner (Stand: 31. März 2021). Hultrop ist neben dem Bäckerladen, einer Kirche und einem Kindergarten vor allem durch die Schnapsbrennerei Northoff bekannt. Auch Hultrop wurde 1969 eingemeindet. Die bekannte Gaststätte „Heini“ musste krankheitsbedingt 2012 geschlossen werden.

#### Oestinghausen
Oestinghausen hat 1930 Einwohner (Stand: 31. März 2021). Es gibt ein kleines Industriegebiet und ein „Einkaufszentrum“.

#### Schoneberg
Schoneberg hat 539 Einwohner (Stand: 31. März 2021). In Schoneberg gibt es einen kleinen Spielplatz, einen sehenswerten Feldgarten und die St.-Johannes-Kapelle mit Begegnungsstätte. Schoneberg ist der am weitesten östlich gelegene Ortsteil Lippetals. In Schoneberg gibt es einen Spielmannszug, einen Naturschutzverein, einen Modellfliegerclub, einen Chor und eine Kabarettgruppe. Jedes Jahr findet etwas abseits des Dorfes ein Schützenfest statt. In Schoneberg befindet sich die denkmalgeschützte St.-Johannes-Kirche.

## Geschichte
Die Gemeinde Lippetal wurde durch die kommunale Neuordnung am 1. Juli 1969 geschaffen. Die Gemeinde entstand aus elf Dörfern aus den Landkreisen Soest und Beckum. Im Zuge dieser Gebietsreform wurde auch der gesamte damalige Landkreis Soest neu geordnet, dem die Gemeinde Lippetal zugeordnet wurde. Der Name „Lippetal“ ist der Planungsname dieser Gemeinde im Jahre 1969 gewesen. Er ist nicht wie in den meisten umliegenden Gemeinden geändert worden.
Im Norden Lippetals am Rand der Beckumer Berge, gibt es eine als Wallburg Havixbrock oder Germanenlager bezeichnete Befestigungsanlage, die aus Erdwällen besteht.
Ortschaften wie zum Beispiel Oestinghausen (erstmals 1189 erwähnt), Lippborg (erstmals 1189 erwähnt), Hovestadt (erstmals 1213 erwähnt) und der Wallfahrtsort Herzfeld (erstmals 786 erwähnt) sind die ältesten Siedlungen in Lippetal.
Die den Übergang über die Lippe sichernde Burg Hovestadt wurde erstmals im Jahre 1292 urkundlich erwähnt. Wegen der strategisch günstigen Lage wurde die Burg mehrfach während des Mittelalters zerstört und wieder aufgebaut. Die als Wasserburg direkt an der Lippe gelegene Burg wurde ab 1563 gebaut und immer wieder verändert und erweitert bis zur heutigen Form.
Der im Dezember 2005 gegründete „Brücke e. V. Verein für Geschichte und Heimat Lippetal“ fördert geschichtliche und heimatkundliche Themen in Lippetal und betreibt seit 2007 ein der Öffentlichkeit zugängliches Archiv sowie einen Arbeitskreis Familienforschung.

## Medien
In der Gemeinde Lippetal erscheint flächendeckend das Magazin „Der Lippetaler“. Das aufwändig produzierte Heft wird kostenlos alle zwei Monate an die Haushalte und über Auslagestellen verteilt und finanziert sich über Anzeigen, in denen sich in erster Linie das Gewerbe aus Lippetal und Umgebung präsentiert. Die aktuellen Ausgaben sind unter anderem in der Gemeindeverwaltung in Lippetal-Hovestadt erhältlich.

## Politik

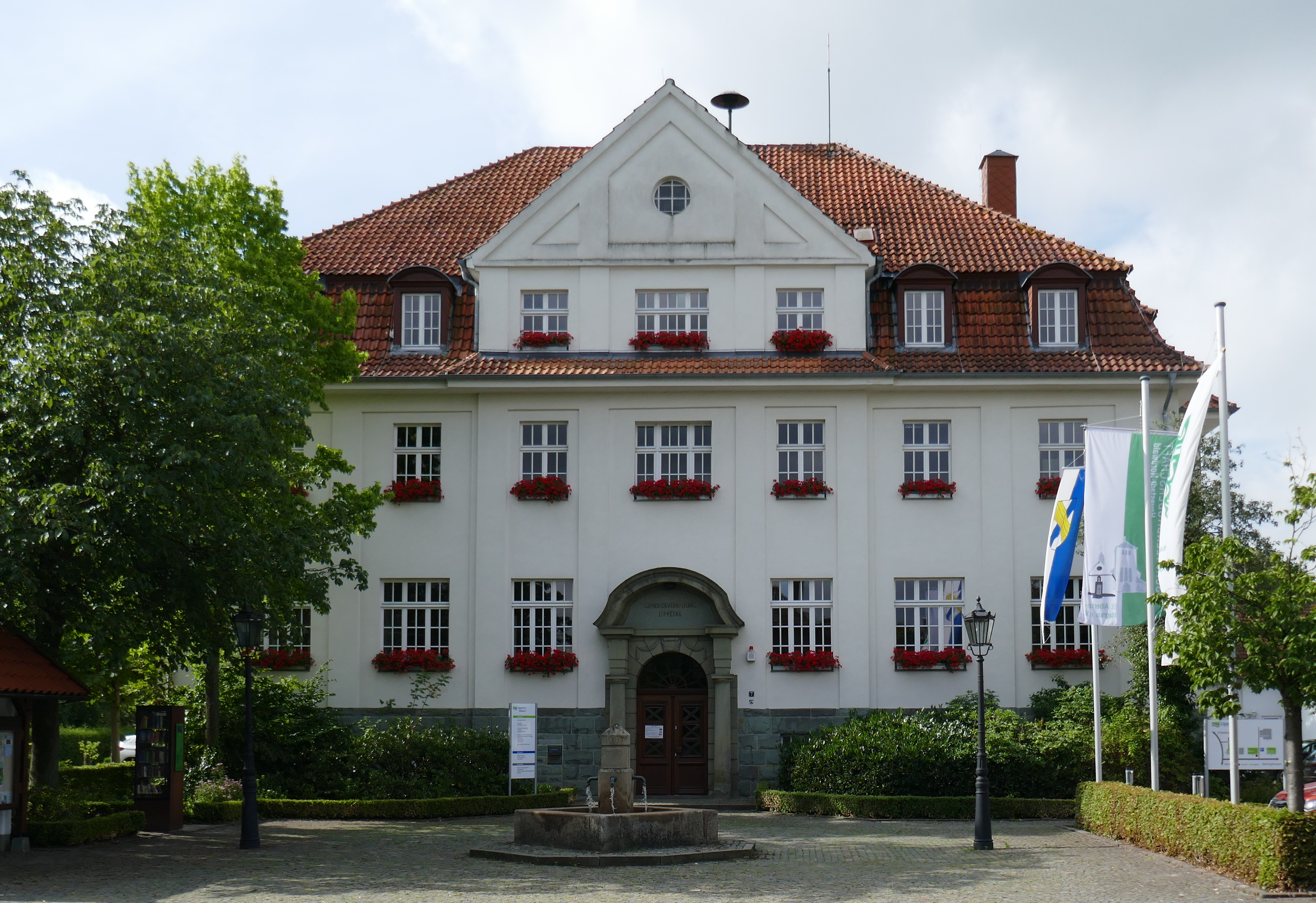
Rathaus in Hovestadt

### Gemeinderat
Bei den Gemeinderatswahlen ab 2009 ergaben sich folgende Sitzverteilungen:
|      | CDU | SPD | BG1 | Grüne | FDP |
| ---- | --- | --- | --- | ----- | --- |
| 2020 | 14  | 6   | 2   | 5     | 3   |
| 2014 | 18  | 9   | 3   |       |     |
| 2009 | 20  | 8   | 2   |       |     |

1 BG: Bürgergemeinschaft

#### Ergebnisse der Kommunalwahlen ab 1975
In der Liste werden nur die prozentualen Stimmanteile von Parteien und Wählergemeinschaften aufgeführt, die mindestens 1,95 % der Stimmen bei der jeweiligen Wahl erhalten haben:
| Jahr | CDU  | SPD  | BG   | FDP | Grüne |
| ---- | ---- | ---- | ---- | --- | ----- |
| 1975 | 72,0 | 21,6 | 03,1 | 3,3 |       |
| 1979 | 73,7 | 26,3 |      |     |       |
| 1984 | 66,9 | 33,1 |      |     |       |
| 1989 | 65,8 | 34,2 |      |     |       |
| 1994 | 63,0 | 37,0 |      |     |       |
| 1999 | 64,7 | 23,2 | 12,1 |     |       |
| 2004 | 67,1 | 24,9 | 08,0 |     |       |
| 2009 | 60,7 | 27,0 | 12,2 |     |       |
| 2014 | 61,1 | 29,4 | 09,4 |     |       |
| 2020 | 45,3 | 20,0 | 06,8 | 9,9 | 18,1  |

### Bürgermeister
Der Diplom-Verwaltungswirt Matthias Lürbke (* 1966) (parteilos) ist seit 2009 Bürgermeister. Er wurde 2014 mit 74,42 % und 2020 mit 75,6 % der Stimmen wiedergewählt.

### Wappen, Siegel, Banner und Logo
Der Gemeinde ist mit Urkunde des Regierungspräsidenten in Arnsberg vom 1. Juli 1971 das Recht zur Führung eines Wappens eines Siegels und eines Banners verliehen worden. Die Gemeinde führt zudem ein Logo.

Wappen
Siegel
Flagge
Logo

Blasonierung: „In Silber (Weiß) ein breiter schräger blauer Wellenbalken, dieser überdeckt von einer schräglinken Brücke in Draufsicht.“
Der Wellenbalken symbolisiert die namensgebende Lippe („Redendes Wappen“), während die „goldene Brücke“ für den Zusammenschluss mehrerer beiderseits der Lippe gelegener Gemeinden zur neuen Gemeinde Lippetal steht. Leider verstößt die goldene Brücke in Silber gegen heraldische Regeln (s. Tingierung), Adler und Schwerter entstammen dem Wappen der Vögte von Soest, die die Burg Welver besaßen.
Beschreibung des Siegels: „Die Gemeinde führt ein Dienstsiegel mit dem Gemeindewappen und der Beschriftung.“
Beschreibung des Banners: „Das Banner ist Blau zu Weiß in zwei gleich breiten Bahnen längsgestreift und zeigt in der oberen Hälfte das Gemeindewappen im Schild.“

## Kultur und Sehenswürdigkeiten

### Bauwerke
Die herausragenden Bauwerke sind sicherlich das Schloss Hovestadt und das Wasserschloss Haus Assen sowie die Wallfahrtskirche St. Ida in Herzfeld, mit dem Grab der „ersten Heiligen Westfalens“.
Viele Dörfer verfügen über Kirchen und Kapellen.

### Regelmäßige Veranstaltungen
Die wichtigsten Ereignisse im Lippetal sind:
- Rosensonntagsumzug (Lippborg)
- Lippborger Markt
- Ida-Festwoche
- Schützenfeste der einzelnen Ortsteile
- Fahrradthon

## Wirtschaft und Infrastruktur

### Verkehr

#### Straßenverkehr
Die Bundesautobahn 2 verläuft durch den nordwestlichen Zipfel des Gemeindegebietes. Dort befindet sich auch die Autobahnabfahrt Hamm-Uentrop/Lippetal. Die B 475 verbindet die Ortsteile Lippborg, Heintrop, Hultrop und Oestinghausen mit den Städten Beckum im Norden und Soest im Süden. Nach Ahlen und Lippstadt führt die Landesstraße 822. Nach Oelde führt die L 793.

#### Museumseisenbahn
In Lippborg endet die normalspurige Eisenbahnstrecke der Museumseisenbahn Hamm mit Dampfzugbetrieb.

#### Fahrradroute
Entlang der Lippe führt auch der 315 km lange Radfernweg Römer-Lippe-Route. Zudem führt der Ostkurs der 100-Schlösser-Route durch die Gemeinde.

## Persönlichkeiten
- Wilhelm Ketteler (um 1512–1582), Fürstbischof von Münster
- Carl Hubert von Wendt (1832–1903), Gutsbesitzer und Politiker der Zentrumspartei, Mitglied des Preußischen Herrenhauses
- Theodor Herold (* 30. Dezember 1871 in Herzfeld; † 1934 in Düsseldorf) Dr. phil., Pädagoge, Professor, ab 1910 Beigeordneter der Stadt Düsseldorf, Lyriker
- Wilhelm Finnemann SVD (1882–1942), Steyler Missionar und Bischof von Manila – ermordet durch japanische Soldaten 14 Seemeilen vor Calapan, Philippinen
- Franz Müller-Frerich (1890–1962), Pädagoge und Schriftsteller
- Heinrich Luhmann (1890–1978), Pädagoge und Dichter
- Bernhard von Plettenberg (1903–1987), Bildhauer
- Christoph Bernhard Graf von Galen (1907–2002), Adliger und päpstlicher Geheimkämmerer
- Adalbert Dessau (1928–1984), Lateinamerikanist, Romanist, Literaturwissenschaftler und Hochschullehrer
- Johanna Gräfin von Westphalen zu Fürstenberg (1936–2016), Politikerin
- Andreas Hoffmann (* 1959), römisch-katholischer Kirchenhistoriker und Hochschullehrer
- Leon (* 1969), Schlagersänger
- Dirk Langerbein (* 1971), Fußballtorwart und jetziger Torwarttrainer